# Tour of Oman 2025
Il Tour of Oman 2025, quattordicesima edizione della corsa, valevole come seconda prova dell'UCI ProSeries 2025 categoria 2.Pro, si svolse in cinque tappe dall'8 al 12 febbraio 2025 su un percorso di 881,4 km, con partenza da Bawshar ed arrivo a Jabal Akhḍar, in Oman. La vittoria fu appannaggio del britannico Adam Yates, il quale completò il percorso in 21h13'18", alla media di 43,001 km/h, precedendo i francesi Valentin Paret-Peintre e David Gaudu.

## Tappe
| Tappa  | Data        | Percorso                                                        | km    | Vincitore di tappa     | Leader cl. generale |
| ------ | ----------- | --------------------------------------------------------------- | ----- | ---------------------- | ------------------- |
| 1ª     | 8 febbraio  | Bawshar > Bimmah Sinkhole                                       | 177,7 | Olav Kooij             | Olav Kooij          |
| 2ª     | 9 febbraio  | Al Rustaq Fort > Yitti Hills                                    | 202,9 | Louis Vervaeke         | Louis Vervaeke      |
| 3ª     | 10 febbraio | Fanja > Monti Ḥajar                                             | 180,8 | David Gaudu            | David Gaudu         |
| 4ª     | 11 febbraio | Oman Across Ages Museum > Oman Convention and Exhibition Centre | 181,5 | Olav Kooij             | David Gaudu         |
| 5ª     | 12 febbraio | Imty > Jabal Akhḍar (Green Mountain)                            | 138,5 | Valentin Paret-Peintre | Adam Yates          |
| Totale | Totale      | Totale                                                          | 881,4 |                        |                     |

## Squadre e ciclisti partecipanti
| N.    | Cod. | Squadra                 |
| ----- | ---- | ----------------------- |
| 1-7   | UAD  | UAE Team Emirates       |
| 11-17 | SOQ  | Soudal Quick-Step       |
| 21-27 | XAT  | XDS Astana Team         |
| 31-37 | GFC  | Groupama-FDJ            |
| 41-47 | TVL  | Team Visma-Lease a Bike |
| 51-57 | ARK  | Arkéa-B&B Hotels        |
| 61-67 | TPP  | Team Picnic PostNL      |
| 71-77 | MOV  | Movistar Team           |
| 81-87 | JAY  | Team Jayco AlUla        |

| N.      | Cod. | Squadra                 |
| ------- | ---- | ----------------------- |
| 91-97   | TEN  | TotalEnergies           |
| 101-107 | Q36  | Q36.5 Pro Cycling Team  |
| 111-117 | TUD  | Tudor Pro Cycling Team  |
| 121-127 | UXM  | Uno-X Mobility          |
| 131-137 | BBH  | Burgos-Burpellet-BH     |
| 141-147 | TSG  | Terengganu Cycling Team |
| 151-157 | JCL  | JCL Team Ukyo           |
| 161-167 | ROI  | Roojai Insurance        |
| 171-177 | OMA  | Oman                    |

## Dettagli delle tappe

### 1ª tappa
- 8 febbraio: Bushar > Bimmah Sinkhole - 177,7 km

Risultati
| Pos. | Corridore     | Squadra | Tempo    |
| ---- | ------------- | ------- | -------- |
| 1    | Olav Kooij    | Visma   | 4h27'19" |
| 2    | Pavel Bittner | Picnic  | s.t.     |
| 3    | Erlend Blikra | Uno-X   | s.t.     |

| Pos. | Corridore       | Squadra | Tempo    |
| ---- | --------------- | ------- | -------- |
| 1    | Olav Kooij      | Visma   | 4h27'09" |
| 2    | Pavel Bittner   | Picnic  | a 4"     |
| 3    | Rodrigo Álvarez | Burgos  | a 5"     |

### 2ª tappa
- 9 febbraio: Al Rustaq Fort > Yitti Hills - 202,9 km

Risultati
| Pos. | Corridore        | Squadra | Tempo    |
| ---- | ---------------- | ------- | -------- |
| 1    | Louis Vervaeke   | Soudal  | 4h45'06" |
| 2    | V. Paret-Peintre | Soudal  | a 2"     |
| 3    | Sean Flynn       | Picnic  | s.t.     |

| Pos. | Corridore        | Squadra | Tempo    |
| ---- | ---------------- | ------- | -------- |
| 1    | Louis Vervaeke   | Soudal  | 9h12'15" |
| 2    | V. Paret-Peintre | Soudal  | a 6"     |
| 3    | Sean Flynn       | Picnic  | a 8"     |

### 3ª tappa
- 10 febbraio: Fanja > Monti Ḥajar - 180,8 km

Risultati
| Pos. | Corridore     | Squadra  | Tempo    |
| ---- | ------------- | -------- | -------- |
| 1    | David Gaudu   | Groupama | 4h16'10" |
| 2    | Adam Yates    | UAE      | a 1"     |
| 3    | Damien Howson | Q36.5    | a 5"     |

| Pos. | Corridore     | Squadra  | Tempo     |
| ---- | ------------- | -------- | --------- |
| 1    | David Gaudu   | Groupama | 13h28'26" |
| 2    | Adam Yates    | UAE      | a 6"      |
| 3    | Damien Howson | Q36.5    | a 12"     |

### 4ª tappa
- 11 febbraio: Oman Across Ages Museum > Oman Convention and Exhibition Centre - 181,5 km

Risultati
| Pos. | Corridore       | Squadra  | Tempo    |
| ---- | --------------- | -------- | -------- |
| 1    | Olav Kooij      | Visma    | 4h31'35" |
| 2    | Giacomo Nizzolo | Q36.5    | s.t.     |
| 3    | Orluis Aular    | Movistar | s.t.     |

| Pos. | Corridore     | Squadra  | Tempo     |
| ---- | ------------- | -------- | --------- |
| 1    | David Gaudu   | Groupama | 18h00'01" |
| 2    | Adam Yates    | UAE      | a 6"      |
| 3    | Damien Howson | Q36.5    | a 12"     |

### 5ª tappa
- 12 febbraio: Imty > Jabal Akhḍar (Green Mountain) - 138,5 km

Risultati
| Pos. | Corridore        | Squadra  | Tempo    |
| ---- | ---------------- | -------- | -------- |
| 1    | V. Paret-Peintre | Soudal   | 3h13'15" |
| 2    | Adam Yates       | UAE      | a 2"     |
| 3    | David Gaudu      | Groupama | a 45"    |

| Pos. | Corridore        | Squadra  | Tempo     |
| ---- | ---------------- | -------- | --------- |
| 1    | Adam Yates       | UAE      | 21h13'18" |
| 2    | V. Paret-Peintre | Soudal   | a 6"      |
| 3    | David Gaudu      | Groupama | a 39"     |

## Evoluzione delle classifiche
| Tappa              | Vincitore              | Classifica generale Maglia rossa | Classifica a punti Maglia verde | Classifica giovani Maglia bianca | Classifica combattività Maglia oro | Classifica a squadre Numero giallo |
| ------------------ | ---------------------- | -------------------------------- | ------------------------------- | -------------------------------- | ---------------------------------- | ---------------------------------- |
| 1ª                 | Olav Kooij             | Olav Kooij                       | Olav Kooij                      | Olav Kooij                       | Kane Richards                      | TotalEnergies                      |
| 2ª                 | Louis Vervaeke         | Louis Vervaeke                   | Louis Vervaeke                  | Valentin Paret-Peintre           | Rodrigo Álvarez                    | Soudal Quick-Step                  |
| 3ª                 | David Gaudu            | David Gaudu                      | Valentin Paret-Peintre          | Valentin Paret-Peintre           | Rodrigo Álvarez                    | Q36.5 Pro Cycling Team             |
| 4ª                 | Olav Kooij             | David Gaudu                      | Olav Kooij                      | Valentin Paret-Peintre           | Rodrigo Álvarez                    | Q36.5 Pro Cycling Team             |
| 5ª                 | Valentin Paret-Peintre | Adam Yates                       | Valentin Paret-Peintre          | Valentin Paret-Peintre           | Rodrigo Álvarez                    | Q36.5 Pro Cycling Team             |
| Classifiche finali | Classifiche finali     | Adam Yates                       | Valentin Paret-Peintre          | Valentin Paret-Peintre           | Rodrigo Álvarez                    | Q36.5 Pro Cycling Team             |

Maglie indossate da altri ciclisti in caso di due o più maglie vinte
- Nella 2ª tappa Pavel Bittner ha indossato la maglia verde al posto di Olav Kooij e Andrea D'Amato ha indossato quella bianca al posto di Olav Kooij.
- Nella 3ª tappa Olav Kooij ha indossato la maglia verde al posto di Louis Vervaeke.
- Nella 4ª tappa Marco Brenner ha indossato la maglia bianca al posto di Valentin Paret-Peintre.

## Classifiche finali

### Classifica generale - Maglia rossa
| Pos. | Corridore           | Squadra  | Tempo     |
| ---- | ------------------- | -------- | --------- |
| 1    | Adam Yates          | UAE      | 21h13'18" |
| 2    | V. Paret-Peintre    | Soudal   | a 6"      |
| 3    | David Gaudu         | Groupama | a 39"     |
| 4    | Damien Howson       | Q36.5    | a 1'07"   |
| 5    | Cian Uijtdebroeks   | Visma    | a 1'16"   |
| 6    | Chris Harper        | Jayco    | a 1'22"   |
| 7    | Wout Poels          | XDS      | a 1'23"   |
| 8    | E. Svestad-Bårdseng | Arkéa    | a 1'27"   |
| 9    | Marco Brenner       | Tudor    | a 1'37"   |
| 10   | Simon Dalby         | Uno-X    | a 2'05"   |

### Classifica a punti - Maglia verde
| Pos. | Corridore        | Squadra  | Punti |
| ---- | ---------------- | -------- | ----- |
| 1    | V. Paret-Peintre | Soudal   | 34    |
| 2    | Olav Kooij       | Visma    | 30    |
| 3    | Adam Yates       | UAE      | 27    |
| 4    | David Gaudu      | Groupama | 26    |
| 5    | Pavel Bittner    | Picnic   | 19    |

### Classifica giovani - Maglia bianca
| Pos. | Corridore           | Squadra | Punti     |
| ---- | ------------------- | ------- | --------- |
| 1    | V. Paret-Peintre    | Soudal  | 21h13'24" |
| 2    | Cian Uijtdebroeks   | Visma   | a 1'10"   |
| 3    | E. Svestad-Bårdseng | Arkéa   | a 1'21"   |
| 4    | Marco Brenner       | Tudor   | a 1'31"   |
| 5    | Simon Dalby         | Uno-X   | a 1'59"   |

### Classifica combattività - Maglia oro
| Pos. | Corridore         | Squadra  | Punti |
| ---- | ----------------- | -------- | ----- |
| 1    | Rodrigo Álvarez   | Burgos   | 15    |
| 2    | Kane Richards     | Roojai   | 13    |
| 3    | Louis Vervaeke    | Soudal   | 8     |
| 4    | David Gaudu       | Groupama | 6     |
| 5    | Nicolas Vinokurov | XDS      | 6     |

### Classifica a squadre
| Pos. | Squadra                | Tempo     |
| ---- | ---------------------- | --------- |
| 1    | Q36.5 Pro Cycling Team | 63h46'07" |
| 2    | Tudor Pro Cycling Team | a 2'17"   |
| 3    | XDS Astana Team        | a 2'55"   |
| 4    | Soudal Quick-Step      | a 3'42"   |
| 5    | Burgos-Burpellet-BH    | a 4'24"   |